# Bullanga binaria
Bullanga binaria is een insect uit de familie van de mierenleeuwen (Myrmeleontidae), die tot de orde netvleugeligen (Neuroptera) behoort. 
Bullanga binaria is voor het eerst wetenschappelijk beschreven door Navás in 1917.